# Be-Bop-Highschool (1985年電影)
《Be-Bop-Highschool》（日語：ビー・バップ・ハイスクール）是日本的青春片電影，於1985年由日本東映公司發行。
本片上映後深受年輕人歡迎，最終票房為14億5000萬日圓，成為1986年度日本電影票房第2位。鑑於本片當時在日本受歡迎的程度，東映公司其後在1986年至1988年間拍攝了5部續集。
本片是中山美穗初出演的電影處女作。

## 概要
本片由木內一裕的同名漫畫改編，內容以兩個不良高中留班生的校園生活為主軸。

## 製作
- 導演：那須博之（日语：那須博之）
- 編劇：那須真知子（日语：那須真知子）
- 音樂：渡邊博也（日语：渡辺博也）
- 主題曲：中山美穗『Be-Bop-Highschool（日语：BE-BOP-HIGHSCHOOL (曲)）』
- 片長：95分鐘

## 演員

### 愛德高校
- 清水宏次朗（日语：清水宏次朗）：加藤浩志
- 仲村亨：中間徹
- 中山美穗：泉今日子
- 宮崎萬純（日语：宮崎ますみ）：三原山順子
- 古川勉（日语：古川勉）：兼子信雄
- 八卷保幸：橫濱銀一
- 小林啟志：赤城山忠治
- 鎌田伸一：大前均太郎
- 川端純
- 黑田晉平
- 草薙幸二郎（日语：草薙幸二郎）：山本老師
- 阿藤海（日语：阿藤快）：馬場老師

### 戶塚水產高校
- 小澤仁志（日语：小沢仁志）：中村龍雄（蛇次）
- 木下秀樹：中村虎雄（貓次）
- 土岐光明（日语：土岐光明）：江藤

### 立花商業高校
- 石井博泰（日语：石井博泰）：菊永淳一
- 森一馬（日语：森一馬）：鄉稔
- 富士原恭平：伊藤

### 北高校
- 瀨山修：前川新吾

### 其他
- 地井武男：鬼島刑警
- 一色彩子（日语：一色采子）：兼子晶子（兼子信雄的姐姐）
- 岩本多代（日语：岩本多代）：泉圭子
- 本間優二（日语：本間優二）：黑木
- 木村健吾（日语：木村健悟）：淺田（戶塚水產高校教師）
- 田中春男（日语：田中春男）：戴助聽器的老人
- 小鹿番（日语：小鹿番）：泉義雄
- 石井富子（日语：石井富子）：副業的阿姨
- 增田順司（日语：増田順司）：順子的祖父
- 神谷潤：土井新平
- 松田幸兒：山守純次
- 高井雅代
- 小田木望（日语：小田木望）
- 山岸萌
- 梅野浩
- 安部雅彥
- SALLY

## 獎項

### 獲獎
- 第10屆日本電影金像獎（1987年）[2]

- 「最佳新演員獎」：清水宏次朗
- 「最佳新演員獎」：仲村亨

- 第41屆每日電影獎（1987年）

- 「Sponichi Grand Prix 新人獎」：仲村亨

- 第8屆橫濱電影節（1987年）

- 「最佳導演獎」：那須博之
- 「最佳新人獎」：仲村亨

- 第4屆Golden Gross獎（日语：ゴールデングロス賞）（1986年）

- 「優秀銀獎」
- 「話題獎」

## 外部連結
- 互联网电影数据库（IMDb）上《Be-Bop-Highschool》的资料（英文）